# Dějiny šly krajem
Dějiny šly krajem je kniha Jaroslava Krčála připomínající hrdinství lidí z Jaroměřic nad Rokytnou a jejich okolí při odporu proti nacismu. Knížka přibližuje skutečný příběh, jenž se udál v polovině roku 1944, a to mimo Jaroměřice nad Rokytnou samé zejména v Boňově, vyšla v roce 1947, reprintem pak roku 2007.

## Příběh
Počátkem května 1944 seskočili poblíž Kramolína za Mohelnem tři parašutisté zpravodajské skupiny Lenka-jih – Spelter z Anglie; byli to Jaroslav Kotásek, Jan Vavrda a Rudolf Novotný. Ihned na počátku byli vyzrazeni, neboť jednomu z nich se nepodařilo skrýt stopy po přistání. Třebaže pronásledováni, podařilo se jim směřovat k cíli své cesty.
Dne 6. května 1944 před půlnocí dorazili na náves v Boňově. Tam se jich ujali František Durda a František Pelán. Po několikadenním pobytu jim boňovští pomocníci pomohli k hájovně na Vostrém přemístit zavazadla – krátkovlnnou vysílačku –, prostředek zpravodajské činnosti parašutistů. Hájovna hajného Vitouše byla místním ohniskem protinacistickému odporu. Tam pak parašutisté umístili vysílačku a pokusili se o spojení do Anglie. O parašutistech se však dozvěděl pomahač gestapa Vojvoda-Jizera.
Gestapo nějaký čas skupinu monitorovalo. V půli června se podařilo zjistit, že zpravodajská skupina byla vyzrazena Jizerou a že je sledována. Němci jednali rychle. Dne 17. června oddíly SS, Schutzpolizei a gestapa, které přijely od Třebíče přes Jaroměřice, obklíčily za tmy kolem druhé hodiny ranní hájovnu na Vostrém i Boňov. Jejich akce měla začít se svítáním, ale i oni na sebe nechali upozornit. Dvěma parašutistům a hajnému Vitoušovi se podařilo uniknout, Kotásek padl. Strastiplnou cestou se Vitoušovi podařilo Němcům lesem uniknout a pomocí dalších místních vlastenců (např. radkovického hajného Procházky, rolníka Zahrádky a hlavně jaroměřického kováře Procházky) přečkal zbytek německé okupace pod jinou identitou.

Dne 23. června 1944 zinscenovali Němci na jaroměřické radnici soud s trojicí boňovských rolníků, kteří parašutistům pomohli. Pro výstrahu se procesu povinně zúčastnili všichni starostové Jaroměřicka, vedoucí hasičských sborů a někteří úředníci. Dusnou atmosféru emotivně osvěžil nejstarší obžalovaný, jak píše Krčál: 
| „ | Hlavy se pohnuly, oči jiskřily, dech se tajil a prsa se dmula, když zněl pomalu a jasně jako úhozy kovářova perlíku a pak ještě dlouho dozníval Kratochvílův výrok: Neudal jsem parašutisty, protože byli Češi. Jsem Čech. A nikdy Čecha nezradím. | “ |

Nad trojicí byl vynesen trest smrti a hned příští den byli v Praze popraveni. Na jejich památku a k udržování historické paměti byla 13. července 1947 na jaroměřické radnici odhalena pamětní deska navržená Josefem Kapinusem a provedená Ladislavem Brtnickým. Je na ní tento text:
| „ | V zasedací síni této radnice byli dne 23. 6. 1944 německými vetřelci na smrt odsouzeni a dne 24. 6. v Praze popraveni Michal Kratochvíl 71 roků stár, František Pelán 51 roků stár, František Durda 42 roků stár, stateční rolníci z Boňova, pro poskytnutí přístřeší českým parašutistům z Anglie. — Na věky budou zde zníti slova: Jsem Čech a nikdy Čecha nezradím. | “ |

Závěr knihy uvádí v kapitole označené Zemřeli, aby národ žil seznam lidí z Jaroměřic a okolí, kteří zahynuli během nacistické okupace.